# Метастабільний стан

Ілюстрація метастабільності

Метастабі́льний стан (рос. метастабильное состояние; англ. metastable state; нім. metastabiler Zustand m; від грец. μετα  — проміжне становище і від лат. stabilis  — стійкий) — відносно стійкий стан системи, в якому встановлюється локальна (обмежена), але не глобальна стійка рівновага. При малому збуренні метастабільного стану в фізичній системі виникають процеси, які протидіють збуренню. Проте при значному збуренні система перебудовується й переходить в інший, стійкіший стан.
- Метастабільний стан термодинамічної системи  — це стан нестійкої рівноваги. Фази, які перебувають у метастабільному стані, називають метастабільними. Прикладами таких фаз можуть бути перегріта рідина, перегріта пара, переохолоджений газ, переохолоджена рідина, нафта, тиск якої знизився нижче тиску насичення газом, мартенсит сталі. Термодинамічна система може перебувати в метастабільній фазі певний час, але зрештою переходить до стабільнішої фази.
- Метастабільний стан квантової системи  — це відносно стійкий збуджений стан системи з підвищеною енергією, у якому система може існувати тривалий час. У такому стані можуть перебувати атоми, молекули, атомні ядра.
- У спектрохімії — збуджений стан, який у відповідності з дією правил відбору не може радіаційно комбінуватися з будь-яким нижчим енергетичним станом. Звичайно метастабільні стани мають значно більший час життя, ніж звичайні збуджені стани.
- В ядерній хімії — ізомерний стан в енергетичному стані, що є вищим, ніж основний стан.